# Maladera puliensis
Maladera puliensis är en skalbaggsart som beskrevs av Ahrens 2002. Maladera puliensis ingår i släktet Maladera och familjen Melolonthidae. Inga underarter finns listade i Catalogue of Life.